# Real TV
Real TV é uma emissora de televisão brasileira sediada em Sinop, cidade do estado do Mato Grosso. Opera nos canais 8 VHF analógico e 25 UHF digital, e é afiliada a Record.